# فهرست جایزه‌ها و نامزدی‌های ریدیوهد
گروه راک انگلیسی ریدیوهد تاکنون موفق به دریافت ۲۲ جایزه از مجموع ۷۹ نامزدی شده‌است که شانزده نامزدی آن از جشنواره جایزه بریت بوده‌است. آنها جایزهٔ بهترین آلبوم موسیقی گرمی را سه بار برای اوکی کامپیوتر در سال ۱۹۹۸، کید ای در سال ۲۰۰۱ و در رنگین کمان‌ها در سال ۲۰۰۹ دریافت کرده‌اند. ردیوهد در سال ۲۰۰۳ جایزه بهترین کارگردانی هنری موزیک ویدئوی ام‌تی‌وی را برای " آنجا آنجا " دریافت کرد. آنها در سال ۲۰۰۱، ۲۰۰۲ و ۲۰۰۳ جایزه کیو را برای بهترین اجرا در جهان امروز دریافت کردند. در سال ۲۰۱۹ اسم آنها وارد تالار مشاهیر راک اند رول شد.

## جوایز موزیک ویدیوی آنت‌ویل
ریدیوهد یک جایزه از دو نامزدی جوایز موزیک ویدیوی آنت‌ویل (Antville) که به بهترین موزیک ویدیو و کارگردانی اعطا می‌شود و از سال ۲۰۰۵ شروع به کار کرده را دریافت کرده‌است.
| سال  | نامزد / کار        | جایزه            | نتیجه    |
| ---- | ------------------ | ---------------- | -------- |
| ۲۰۰۷ | " جورکردن جورچین " | بهترین عملکرد    | نامزدشده |
| ۲۰۱۱ | " لاله مردابی "    | بهترین رقص آرایی | برنده    |

## جوایز بریت
جایزه بریت، جوایز سالانه موسیقی پاپ بریتانیا است. ریدیوهد هفده بار در این مراسم نامزد دریافت جایزه شده ولی موفق به کسب آن نشد.
| سال  | نامزد / کار          | جایزه                     | نتیجه    |
| ---- | -------------------- | ------------------------- | -------- |
| ۱۹۹۴ | هیولا                | تک آهنگ سال بریتانیا      | نامزدشده |
| ۱۹۹۶ | " فقط "              | ویدیوی سال بریتانیا       | نامزدشده |
| ۱۹۹۶ | خمش‌ها                | آلبوم سال بریتانیا        | نامزدشده |
| ۱۹۹۶ | ریدیوهد              | گروه بریتانیایی           | نامزدشده |
| ۱۹۹۸ | ریدیوهد              | گروه بریتانیایی           | نامزدشده |
| ۱۹۹۸ | ریدیوهد              | تولیدکننده سال بریتانیایی | نامزدشده |
| ۱۹۹۸ | اوکی کامپیوتر        | آلبوم سال بریتانیا        | نامزدشده |
| ۱۹۹۸ | " پارانوید اندروید " | تک آهنگ سال بریتانیا      | نامزدشده |
| ۱۹۹۹ | " تعجبی نداره "      | ویدئوی سال انگلستان       | نامزدشده |
| ۲۰۰۱ | ریدیوهد              | گروه بریتانیایی           | نامزدشده |
| ۲۰۰۱ | کید ای               | آلبوم سال بریتانیا        | نامزدشده |
| ۲۰۰۲ | کید ای               | آلبوم سال بریتانیا        | نامزدشده |
| ۲۰۰۲ | ریدیوهد              | گروه بریتانیایی           | نامزدشده |
| ۲۰۰۴ | ریدیوهد              | گروه بریتانیایی           | نامزدشده |
| ۲۰۰۹ | ریدیوهد              | گروه بریتانیایی           | نامزدشده |
| ۲۰۰۹ | در رنگین کمان‌ها      | آلبوم سال بریتانیا        | نامزدشده |
| ۲۰۱۷ | ریدیوهد              | گروه بریتانیایی           | نامزدشده |

## جایزه گرمی
جایزه گرمی جایزهٔ افتخاری است که توسط آکادمی ملی علوم و هنرهای ضبط برای تقدیر از دستاوردهای موسیقایی عموماً انگلیسی‌زبان اهدا می‌شود. ریدیوهد سه جایزه از هجده نامزدی دریافت کرده‌است.
| سال     | نامزد / کار                   | جایزه                                     | نتیجه    |
| ------- | ----------------------------- | ----------------------------------------- | -------- |
| ۱۹۹۸    | اوکی کامپیوتر                 | بهترین آلبوم سال                          | نامزدشده |
| ۱۹۹۸    | اوکی کامپیوتر                 | بهترین آلبوم موسیقی آلترناتیو             | برنده    |
| ۱۹۹۹    | کیسه هوا / چگونه رانندگی کنم؟ | بهترین آلبوم موسیقی آلترناتیو             | نامزدشده |
| ۲۰۰۰    | دیدن مردم آسان است            | بهترین موسیقی فیلم                        | نامزدشده |
| ۲۰۰۱    | کید ای                        | آلبوم سال                                 | نامزدشده |
| ۲۰۰۱    | کید ای                        | بهترین آلبوم موسیقی آلترناتیو             | برنده    |
| ۲۰۰۲    | فراموشکار                     | بهترین آلبوم موسیقی آلترناتیو             | نامزدشده |
| ۲۰۰۴    | زنده باد دزدها                | بهترین آلبوم موسیقی آلترناتیو             | نامزدشده |
| ۲۰۰۴    | " آنجا آنجا "                 | بهترین اجرای راک توسط Duo یا گروه با آواز | نامزدشده |
| ۲۰۰۹    | " خانه پوشالی "               | بهترین اجرای راک توسط Duo یا گروه با آواز | نامزدشده |
| ۲۰۰۹    | " خانه پوشالی "               | بهترین آهنگ راک                           | نامزدشده |
| ۲۰۰۹    | " خانه پوشالی "               | بهترین موزیک ویدیو                        | نامزدشده |
| ۲۰۰۹    | در رنگین کمان‌ها               | آلبوم سال                                 | نامزدشده |
| ۲۰۰۹    | در رنگین کمان‌ها               | بهترین آلبوم موسیقی آلترناتیو             | برنده    |
| ۲۰۱۲    | پادشاه شاخه‌ها                 | بهترین آلبوم موسیقی آلترناتیو             | نامزدشده |
| ۲۰۱۲    | " لاله مردابی "               | بهترین اجرای راک                          | نامزدشده |
| ۲۰۱۲    | " لاله مردابی "               | بهترین موزیک ویدیو                        | نامزدشده |
| ۲۰۱۲    | " لاله مردابی "               | بهترین آهنگ راک                           | نامزدشده |
| ۲۰۱۷    | " جادوگر را بسوزان "          | بهترین آهنگ راک                           | نامزدشده |
| ۲۰۱۷    | یک استخر ماه شکل              | بهترین آلبوم موسیقی آلترناتیو             | نامزدشده |
| یادداشت |                               |                                           |          |
| ۲۰۰۱    | کید ای                        | بهترین مهندسی آلبوم غیر کلاسیک            | نامزدشده |
| ۲۰۰۲    | فراموشکار                     | بهترین پکیج آلبوم                         | برنده    |
| ۲۰۰۴    | زنده باد دزدها                | بهترین مهندسی آلبوم غیر کلاسیک            | برنده    |
| ۲۰۰۹    | در رنگین کمان‌ها               | بهترین بسته‌بندی نسخه ویژه                 | برنده    |
| ۲۰۱۲    | پادشاه شاخه‌ها                 | بهترین بسته‌بندی نسخه ویژه                 | نامزدشده |

## جشنواره موزیک ویدیوی ایبیزا
جشنواره موزیک ویدیوی ایبیزا رقابت موزیک ویدیوها به صورت آنلاین است. روپرت برین و الیزابت فیر این رویداد را در سال ۲۰۱۳ تأسیس کردند.
| سال  | نامزد / کار          | جایزه          | نتیجه |
| ---- | -------------------- | -------------- | ----- |
| ۲۰۱۶ | " جادوگر را بسوزان " | بهترین انیمیشن | برنده |

## جایزه آیور نوولو
جوایز آیور نوولوسالانه در لندن توسط آکادمی سازندگان و شاعران بریتانیا ارائه می‌شود. ریدیوهد چهار جایزه دریافت کرده‌است.
| سال  | نامزد / کار         | جایزه                              | نتیجه |
| ---- | ------------------- | ---------------------------------- | ----- |
| ۱۹۹۸ | "کارما پلیس"        | بهترین آهنگ معاصر                  | برنده |
| ۱۹۹۸ | "پارانوئید اندروید" | بهترین آهنگ از نظر موسیقایی و شعری | برنده |
| ۲۰۰۴ | ریدیوهد             | دستاورد بین‌المللی در تئاتر موسیقی  | برنده |
| ۲۰۰۸ | در رنگین کمان‌ها     | جایزه آلبوم                        | برنده |

## جایزه مرکوری
جایزه مرکوری جایزه موسیقی است که هرساله برای بهترین آلبوم بریتانیا و ایرلند اهدا می‌شود. ریدیوهد پنج بار نامزد دریافت جایزه شده‌است.
| سال  | نامزد / کار      | جایزه        | نتیجه   |
| ---- | ---------------- | ------------ | ------- |
| ۱۹۹۷ | اوکی کامپیوتر    | جایزه مرکوری | جایگزین |
| ۲۰۰۱ | فراموشکار        | جایزه مرکوری | جایگزین |
| ۲۰۰۳ | زنده باد دزدها   | جایزه مرکوری | جایگزین |
| ۲۰۰۸ | در رنگین کمان‌ها  | جایزه مرکوری | جایگزین |
| ۲۰۱۶ | یک استخر ماه شکل | جایزه مرکوری | جایگزین |

## جوایز موسیقی متئور
جایزه موسیقی متئور به عنوان متخصص، به حرفه‌ای در صنعت موسیقی ایرلند و دیگر مناطق اعطا می‌شد.
| سال  | نامزد / کار     | جایزه                  | نتیجه    |
| ---- | --------------- | ---------------------- | -------- |
| ۲۰۰۴ | زنده باد دزدها  | بهترین آلبوم بین‌المللی | نامزدشده |
| ۲۰۰۸ | در رنگین کمان‌ها | بهترین آلبوم بین‌المللی | نامزدشده |
| ۲۰۰۸ | ریدیوهد         | بهترین گروه بین‌المللی  | برنده    |

## ام‌تی‌وی

### جایزه موزیک ویدیوی ام‌تی‌وی
| سال  | نامزد / کار         | جایزه                                    | نتیجه    |
| ---- | ------------------- | ---------------------------------------- | -------- |
| ۱۹۹۶ | "فقط"               | ویدیوی دستیابی به موفقیت                 | نامزدشده |
| ۱۹۹۷ | "پارانوئید اندروید" | ویدیوی دستیابی به موفقیت                 | نامزدشده |
| ۱۹۹۷ | "پارانوئید اندروید" | جایزه انتخاب بین‌المللی برای ام‌تی‌وی اروپا | نامزدشده |
| ۱۹۹۸ | "کارما پلیس"        | بهترین ویدئوی گروه                       | نامزدشده |
| ۱۹۹۸ | "کارما پلیس"        | بهترین فیلم آلترناتیو                    | نامزدشده |
| ۱۹۹۸ | "کارما پلیس"        | بهترین کارگردانی                         | نامزدشده |
| ۱۹۹۸ | "کارما پلیس"        | بهترین فیلمبرداری                        | نامزدشده |
| ۲۰۰۳ | "آنجا آنجا"         | بهترین جلوه‌های بصری                      | نامزدشده |
| ۲۰۰۳ | "آنجا آنجا"         | بهترین کارگردان هنری                     | برنده    |
| ۲۰۰۳ | "آنجا آنجا"         | بهترین ویرایش                            | نامزدشده |
| ۲۰۰۳ | "آنجا آنجا"         | بهترین فیلمبرداری                        | نامزدشده |
| ۲۰۰۹ | «کارما پلیس»        | بهترین ویدیو                             | نامزدشده |

### جایزه موسیقی ام‌تی‌وی اروپا
جایزه موسیقی ام‌تی‌وی اروپا رویدادی است که جوایزی را به موسیقیدانان و هنرمندان اهدا می‌کند.
| سال  | نامزد / کار         | جایزه             | نتیجه    |
| ---- | ------------------- | ----------------- | -------- |
| ۱۹۹۷ | "پارانوئید اندروید" | بهترین ویدئو      | نامزدشده |
| ۱۹۹۷ | ریدیوهد             | بهترین گروه       | نامزدشده |
| ۱۹۹۷ | ریدیوهد             | بهترین آلترناتیو  | نامزدشده |
| ۱۹۹۷ | ریدیوهد             | بهترین اجرای زنده | نامزدشده |
| ۲۰۰۳ | ریدیوهد             | بهترین گروه       | نامزدشده |
| ۲۰۱۶ | ریدیوهد             | بهترین آلترناتیو  | نامزدشده |

### جایزه موسیقی ام‌تی‌وی آسیا
جایزه موسیقی ام‌تی‌وی آسیا نسخه آسیایی جایزه موزیک ویدیوی ام‌تی‌وی است. ریدیوهد یک جایزه از مجموع سه نامزدی دریافت کرده‌است.
| سال  | نامزد / کار | جایزه                | نتیجه    |
| ---- | ----------- | -------------------- | -------- |
| 2004 | "آنجا آنجا" | ویدئو مورد علاقه     | نامزدشده |
| 2004 | ریدیوهد     | اجرای راک مورد علاقه | نامزدشده |
| 2008 | ریدیوهد     | جایزه نوآوری         | برنده    |

## جوایز ام.وی.پی. ای
انجمن تولید موزیک ویدئو (ام.وی.پی. ای) یک سازمان تجاری غیرانتفاعی است که برای حل مشکلات متقابل اعضای خود در صنایع ویدئویی رقابتی و برای تغییر صنعت موسیقی امروزی، ایجاد شده‌است.
| سال  | نامزد / کار      | جایزه                   | نتیجه |
| ---- | ---------------- | ----------------------- | ----- |
| ۲۰۰۲ | " چاقوها بیرون " | بهترین ویدیوی آلترناتیو | برنده |

## جوایز ان‌ام‌ای
جایزه ان‌ام‌ای جایزه سالانه موسیقی عامه‌پسند در انگلستان است. ریدیوهد موفق به کسب ۹ جایزه شده‌است.
| سال  | نامزد / کار       | جایزه                               | نتیجه |
| ---- | ----------------- | ----------------------------------- | ----- |
| ۱۹۹۴ | "هیولا"           | بهترین تک آهنگ                      | برنده |
| ۱۹۹۸ | اوکی کامپیوتر     | بهترین آلبوم                        | برنده |
| ۲۰۰۱ | ریدیوهد           | بهترین گروه                         | برنده |
| ۲۰۰۲ | "آهنگ هرم"        | بهترین ویدئو                        | برنده |
| ۲۰۰۴ | زنده باد دزدها    | بهترین آلبوم                        | برنده |
| ۲۰۰۴ | زنده باد دزدها    | بهترین جلد و کاور                   | برنده |
| ۲۰۰۴ | "آنجا آنجا"       | بهترین ویدئو                        | برنده |
| ۲۰۰۸ | ریدیوهد           | جایزه جان پیل برای نوآوری در موسیقی | برنده |
| ۲۰۱۰ | www.radiohead.com | بهترین وبلاگ گروه                   | برنده |
| ۲۰۱۷ | اوکی کامپیوتر     | بهترین انتشار مجدد                  | برنده |

## جوایز موسیقی مستقل پلاگ
جایزه موسیقی مستقل پلاگ در حمایت از موسیقی مستقل داده می‌شود. ریدیوهد یک جایزه از دو نامزدی دریافت کرده‌است
| سال  | نامزد / کار     | جایزه      | نتیجه    |
| ---- | --------------- | ---------- | -------- |
| ۲۰۰۸ | در رنگین کمان‌ها | آلبوم سال  | نامزدشده |
| ۲۰۰۸ | ریدیوهد         | هنرمند سال | برنده    |

## جوایز کیو
جوایز کیو جوایز موسیقی سالانه انگلستان است که توسط مجله موسیقی کیو اعطا می‌شود. ریدیوهد چهار جایزه از یازده نامزدی دریافت کرده‌است.
| سال  | نامزد / کار    | جایزه                       | نتیجه    |
| ---- | -------------- | --------------------------- | -------- |
| ۱۹۹۷ | اوکی کامپیوتر  | بهترین آلبوم                | برنده    |
| ۱۹۹۷ | ریدیوهد        | بهترین اجرای زنده           | نامزدشده |
| ۱۹۹۹ | ریدیوهد        | بهترین اجرا در جهان امروز   | نامزدشده |
| ۲۰۰۰ | ریدیوهد        | بهترین اجرا در جهان امروز   | نامزدشده |
| ۲۰۰۱ | ریدیوهد        | بهترین اجرا در جهان امروز   | برنده    |
| ۲۰۰۱ | فراموشکار      | بهترین آلبوم                | نامزدشده |
| ۲۰۰۲ | ریدیوهد        | بهترین اجرا در جهان امروز   | برنده    |
| ۲۰۰۳ | ریدیوهد        | بهترین اجرا در جهان امروز   | برنده    |
| ۲۰۰۳ | زنده باد دزدها | بهترین آلبوم                | نامزدشده |
| ۲۰۰۴ | ریدیوهد        | بهترین اجرا در جهان امروز   | نامزدشده |
| ۲۰۱۱ | ریدیوهد        | بهترین اجرا در ۲۵ سال گذشته | نامزدشده |
| ۲۰۱۲ | ریدیوهد        | بهترین اجرای زنده           | نامزدشده |
| ۲۰۱۷ | ریدیوهد        | بهترین اجرای زنده           | نامزدشده |

## تالار مشاهیر راک اند رول
| سال  | نامزد / کار | جایزه         | نتیجه |
| ---- | ----------- | ------------- | ----- |
| ۲۰۱۹ | ریدیوهد     | فراخوانده شده | برنده |

## جوایز موزیک ویدیوی بریتانیا
جوایز موزیک ویدیوی بریتانیا مراسم سالانه جایزه است که در سال ۲۰۰۸ برای خلاقیت، برتری فنی و نوآوری در موزیک ویدیوها و تصاویر متحرک در موسیقی پایه‌گذاری شد. ریدیوهد شش نامزدی دریافت کرده‌است.
| سال  | نامزد / کار          | جایزه                              | نتیجه    |
| ---- | -------------------- | ---------------------------------- | -------- |
| ۲۰۰۸ | " خانه پوشالی "      | بهترین ویدیوی راک                  | نامزدشده |
| ۲۰۱۱ | " لاله مردابی "      | بهترین رقض                         | نامزدشده |
| ۲۰۱۶ | " خیال بافی "        | بهترین ویدیوی آلترناتیو - انگلستان | نامزدشده |
| ۲۰۱۶ | " جادوگر را بسوزان " | بهترین ویدیوی آلترناتیو - انگلستان | نامزدشده |
| ۲۰۱۶ | " جادوگر را بسوزان " | بهترین طراحی تولید                 | نامزدشده |
| ۲۰۱۶ | " جادوگر را بسوزان " | بهترین انیمیشن                     | نامزدشده |

## پی‌نوشت
1. ↑  Ibiza Music Video Festival
2. ↑  Ivor Novello Awards
3. ↑  Mercury Prize
4. ↑  Meteor Music Awards
5. ↑  MTV Europe Music Awards
6. ↑  The Music Video Production Association (MVPA)
7. ↑  NME Awards
8. ↑  PLUG Independent Music Awards
9. ↑  Q Awards
10. ↑  UK Music Video Awards